# United States House Committee on Financial Services

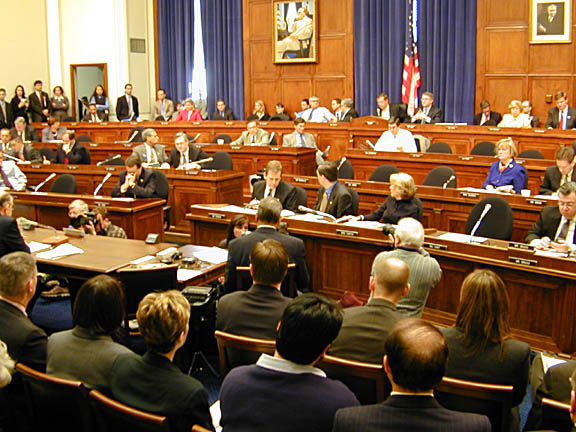
Sitzung des House Financial Services Committee

Das United States House Committee on Financial Services (auch House Banking Committee) ist als Ausschuss des Repräsentantenhauses der Vereinigten Staaten für die Aufsicht der gesamten Finanzdienstleistungsbranche zuständig. Dies umfasst den Wertpapierhandel, Versicherungen, Banken und die Wohnungswirtschaft. Ferner ist dieser Ausschuss verantwortlich für die Kontrolle der Arbeit der Federal Reserve Bank, des US-Finanzministeriums und der United States Securities and Exchange Commission (SEC) sowie anderer Aufsichtsbehörden. Derzeitiger Vorsitzender ist Patrick Timothy McHenry (R-NC), Oppositionsführerin (Ranking Member) ist Maxine Moore Carr Waters (D-CA).

## Geschichte
Der Ausschuss hieß ursprünglich Committee on Banking and Currency und wurde bereits 1865 ins Leben gerufen. Er übernahm verschiedene Verantwortlichkeiten des Committee on Ways and Means. 1968 erfolgte dann die Umbenennung.

## Mitglieder im 118. Kongress

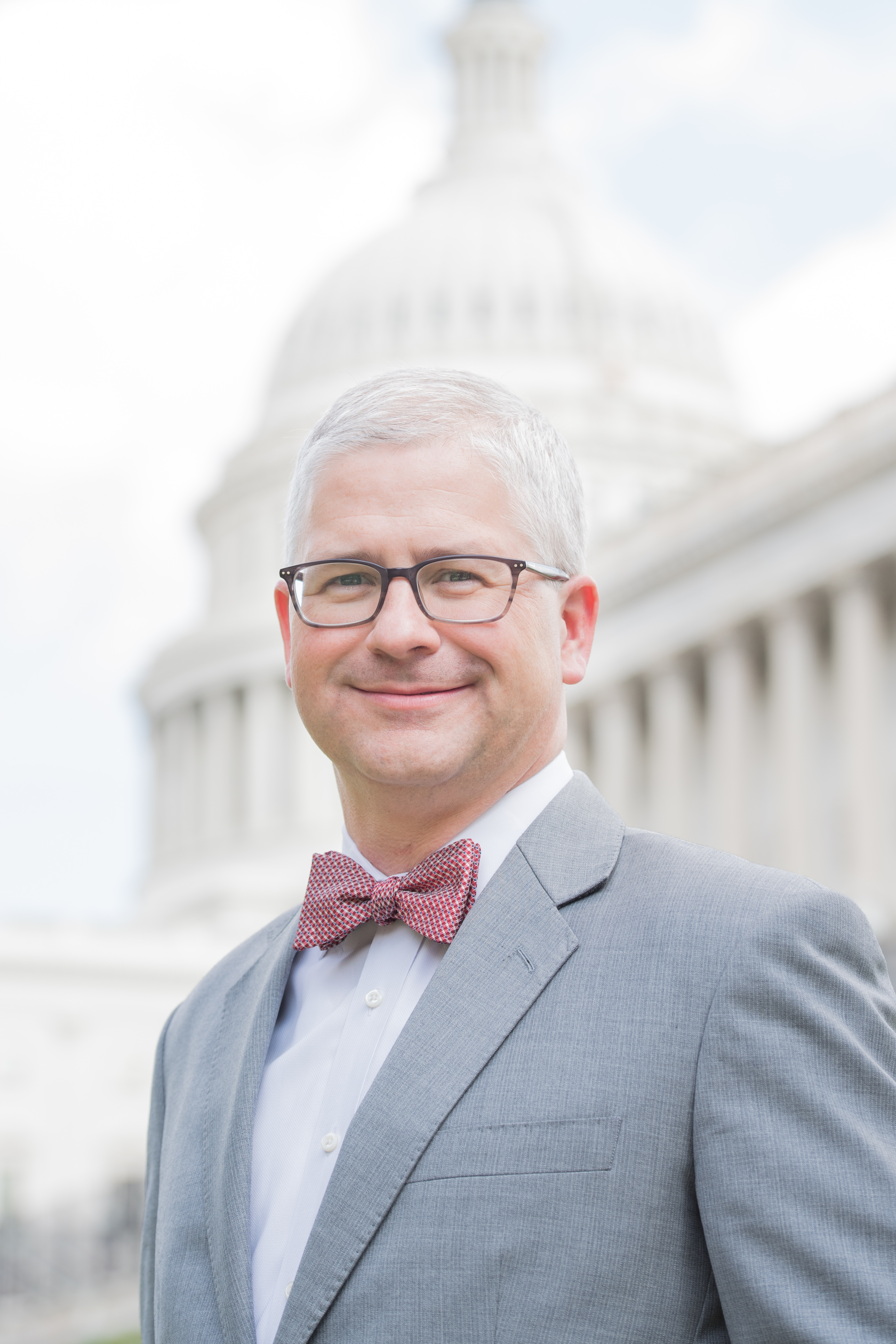
Patrick McHenry, der derzeitige Vorsitzende des Ausschusses.

Im 118. Kongress besteht der Ausschuss aus 29 Republikanern und 23 Demokraten. Der höchste Republikaner und damit Vorsitzender (Chair) ist Patrick Timothy McHenry. Die Ranghöchste Demokratin im Gremium, und damit Ranking Member, ist Maxine Moore Carr Waters. Der Ausschuss hat derzeit sechs Unterausschüsse.
| Republikaner | Demokraten |
| --- | --- |
| - Patrick Timothy McHenry, Chair - Frank Dean Lucas - Peter Anderson Sessions - William Joseph Posey - William Blaine Luetkemeyer - William Patrick Huizenga - Ann Louise Wagner - Garland Hale Barr IV - John Roger Williams - James French Hill - Thomas Earl Emmer Jr. - Barry Dean Loudermilk - Alexander Xavier Mooney - Warren Earl Davidson - John Williams Rose - Bryan George Steil - William Richardson Timmons IV - Ralph Warren Norman junior - Daniel Philip Meuser - Young Oak Kim - Byron Lowell Donalds - Andrew Reed Garbarino - Scott Lawrence Fitzgerald - Michael John Flood - Michael Vincent Lawler - Monica De La Cruz - William Andrew Ogles IV - Erin Suzanne Houchin - Zachary Martin Nunn | - Maxine Moore Carr Waters, Ranking Member - Nydia Margarita Velázquez Serrano - Bradley James Sherman - Gregory Weldon Meeks - David Albert Scott - Stephen Francis Lynch - Alexander N. Green - Emanuel Cleaver II - James Andrew Himes - George William Foster - Joyce Marie Beatty - Juan Carlos Vargas - Joshua S. Gottheimer - Vicente González junior - Sean Thomas Casten - Ayanna Soyini Pressley - Steven Alexander Horsford - Rashida Harbi Tlaib - Ritchie John Torres - Sylvia Rodriguez Garcia - Nikema Natassha Williams - George Wilmarth Nickel III - Brittany Louise Pettersen |

## Unterausschüsse
| Subcommittee                                                                 | Übersetzung                                                                        | Chair (Vorsitz)            | Ranking Member        |
| ---------------------------------------------------------------------------- | ---------------------------------------------------------------------------------- | -------------------------- | --------------------- |
| Capital Markets                                                              | Kapitalmärkte                                                                      | Ann Louise Wagner          | Bradley James Sherman |
| Digital Assets, Financial Technology and Inclusion                           | Digitale Vermögenswerte, Finanztechnologie und Inklusion                           | James French Hill          | Stephen Francis Lynch |
| Financial Institutions and Monetary Policy                                   | Finanzinstitute und Geldpolitik                                                    | Garland Hale Barr IV       | George William Foster |
| Housing and Insurance                                                        | Wohnungsbau und Versicherungen                                                     | Warren Earl Davidson       | Emanuel Cleaver II    |
| National Security, Illicit Finance, and International Financial Institutions | Nationale Sicherheit, illegale Finanzierung und internationale Finanzinstitutionen | William Blaine Luetkemeyer | Joyce Marie Beatty    |
| Oversight and Investigations                                                 | Aufsicht und Untersuchungen                                                        | William Patrick Huizenga   | Alexander N. Green    |

## Mitglieder im 117. Kongress

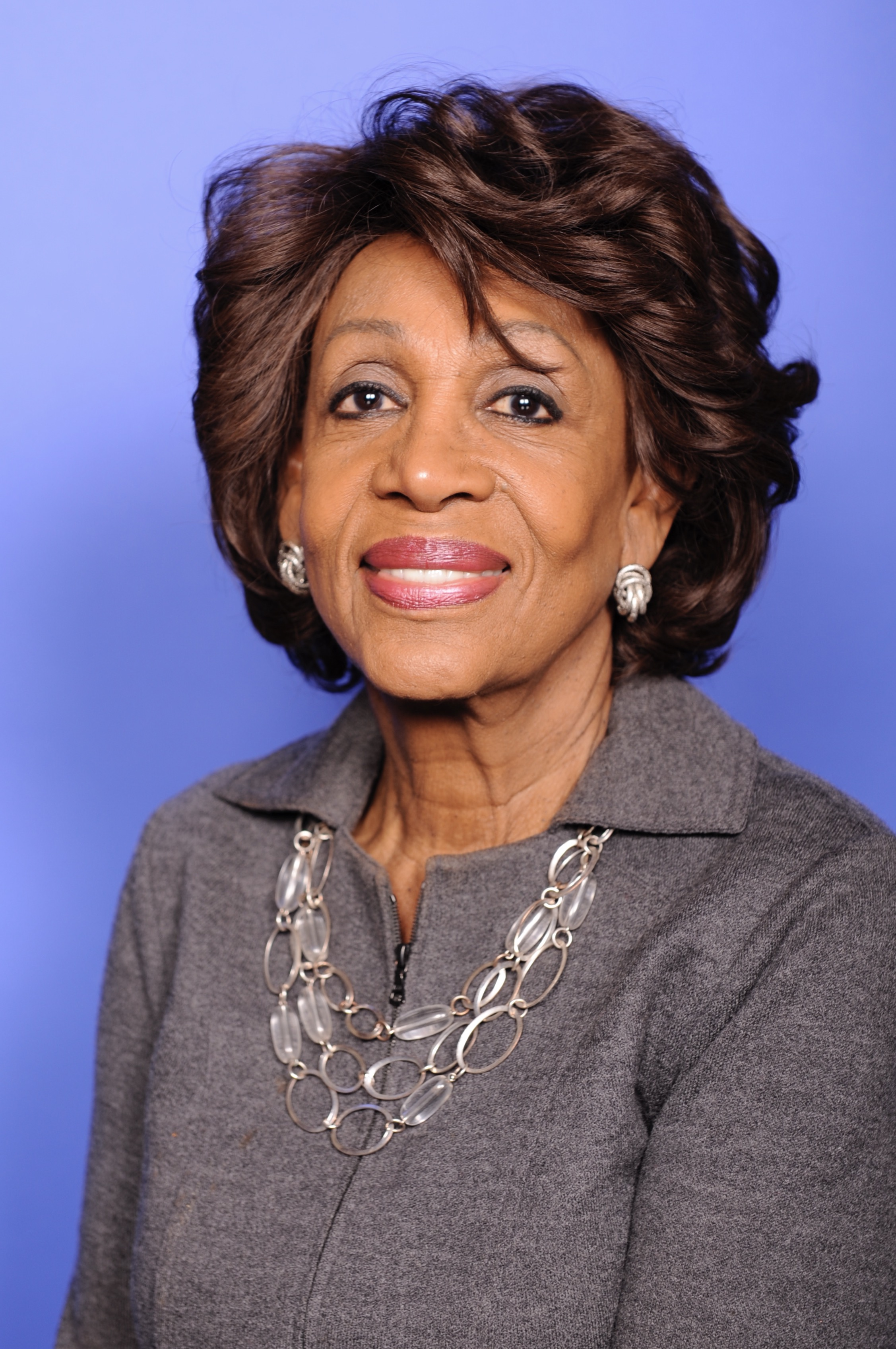
Maxine Waters, die Vorsitzende des Ausschusses im 117. Kongress.

Im 117. Kongress bestand der Ausschuss aus 30 Demokraten und 24 Republikanern. Die Ranghöchste Demokratin im Gremium war die Ausschussvorsitzende (Chairwoman) Maxine Moore Carr Waters. Der höchste Republikaner, und damit Ranking Member, war Patrick Timothy McHenry. Der Ausschuss hatte sechs Unterausschüsse.
| Demokraten | Republikaner |
| --- | --- |
| - Maxine Moore Carr Waters, Chair - Carolyn Bosher Maloney - Nydia Margarita Velázquez Serrano - Bradley James Sherman - Gregory Weldon Meeks - David Albert Scott - Alexander N. Green - Emanuel Cleaver II - Edwin George Perlmutter - James Andrew Himes - George William Foster - Joyce Marie Beatty - Juan Carlos Vargas - Joshua S. Gottheimer - Vicente González junior - Alfred Lawson Jr. - Michael Franklin Quitugua San Nicolas - Cynthia Lynne Axne - Sean Thomas Casten - Ayanna Soyini Pressley - Ritchie John Torres - Stephen Francis Lynch - Alma Shealey Adams - Rashida Harbi Tlaib - Madeleine Dean Cunnane - Alexandria Ocasio-Cortez - Jesús G. García - Sylvia Rodriguez Garcia - Nikema Natassha Williams - Jacob Daniel Auchincloss Vice Chair | - Patrick Timothy McHenry, Ranking Member - Frank Dean Lucas - Peter Anderson Sessions - William Joseph Posey - William Blaine Luetkemeyer - William Patrick Huizenga - Ann Louise Wagner, Vice Ranking Member - Garland Hale Barr IV - John Roger Williams - James French Hill - Thomas Earl Emmer Jr. - Lee Michael Zeldin - Barry Dean Loudermilk - Alexander Xavier Mooney - Warren Earl Davidson - Theodore Paul Budd - Joseph Albert Hollingsworth III - Anthony E. Gonzalez - John Williams Rose - Bryan George Steil - Lance Carter Gooden - William Richardson Timmons IV - Nicholas Van Campen Taylor - Ralph Warren Norman junior |

## Unterausschüsse
| Subcommittee                                                      | Übersetzung                                                      | Chair (Vorsitz)         | Ranking Member             |
| ----------------------------------------------------------------- | ---------------------------------------------------------------- | ----------------------- | -------------------------- |
| Consumer Protection and Financial Institutions                    | Verbraucherschutz und Finanzinstitute                            | Edwin George Perlmutter | William Blaine Luetkemeyer |
| Diversity and Inclusion                                           | Vielfalt und Integration                                         | Joyce Marie Beatty      | Ann Louise Wagner          |
| Housing, Community Development, and Insurance                     | Wohnungsbau, Gemeindeentwicklung und Versicherungen              | Emanuel Cleaver II      | James French Hill          |
| Investor Protection, Entrepreneurship, and Capital Markets        | Investorenschutz, Unternehmertum und Kapitalmärkte               | Bradley James Sherman   | William Patrick Huizenga   |
| National Security, International Development, and Monetary Policy | Nationale Sicherheit, Internationale Entwicklung und Geldpolitik | James Andrew Himes      | Garland Hale Barr IV       |
| Oversight and Investigations                                      | Aufsicht und Untersuchungen                                      | Alexander N. Green      | Thomas Earl Emmer Jr.      |